# Знак єдинорога
«Знак єдинорога» (англ. Sign of the Unicorn) — фантастичний роман американського письменника Роджера Желязни, третя книга серії «Хроніки Амбера». Пряме продовження романів «Дев'ять принців Амбера» (англ. Nine princes in Amber) та «Рушниці Авалона» (англ. The Guns of Avalon). Вперше він був опублікований у 1975 році в Galaxy Science Fiction .
Після загибелі Еріка, Корвін починає правити Амбером як регент. Проте до миру в королівстві ще далеко. Хтось вбиває Каїна і, судячи з ран на тілі, це були ті ж істоти, що колись переслідували Рендома в домі Флори. Рендом розповідає про свою першу зустріч з ними і про участь давно зниклого Бранда в цій історії. Корвін змушений звернутись по допомогу до усіх членів сім'ї, щоб знайти і врятувати Бранда.

## Сюжет

### Розповідь Рендома
Корвін повертається до замку Амбер з тілом людиноподібної істоти. Такі ж переслідували Рендома до дому Флори на Землі, а цей кілька хвилин тому вбив його брата Каїна. Побоюючись, що провина за вбивство брата впаде на нього, Корвін викликає Рендома, щоб той розповів йому звідки взялись ці істоти і чому колись Рендому довелось шукати порятунку від них в Нью-Йорку.
Виявляється, Рендом насолоджувався життям у тіні Тексорамі, яка була ідеальним місцем для азартних ігор, польотів та гри на барабанах. Одного разу він отримав незвичний виклик через Козир: Бранд показав йому місце в далекій від Амбера Тіні та попросив врятувати його.
Рендом знайшов Тінь, освітлену без сонця, де валуни обертаються навколо один одного складними візерунками. Він знайшов вежу, де Бренд був ув'язнений, але не зміг подолати охоронця: прозору, скляну, призматичну, схожу на дракона істоту. Гуманоїди, які також охороняли Бранда кинулись переслідували Рендома. Їх здібності проходити навіть через Тіні наштовхнула Рендома на думку, що до цього причетний хтось з сім'ї. Шукаючи союзника, він направився до Землі, сподіваючись використати Флору, але замість цього знайшов Корвіна. Рендом припускав, що істоти належали Корвіну, але змінив свою думку, коли той допоміг їх здолати.
Вислухавши історію Рендома, Корвін вирішує випробувати Судний камінь, переданий Корвіну Еріком перед смертю. Коштовність дає його власникові контроль над погодою в Амбері, але він має ще приховані можливості, про які жодних записів не лишилось. Переглянувши записи Дворкіна, Корвін проходить Лабіринт, а потім спроектовується в середину коштовності, щоб налаштувати камінь на себе.
Корвін телепортується до високої вежі замку. Випробувавши свої нові здібності, він викликає Флору, щоб дізнатись всі деталі її служіння Еріку та стеження за собою. Корвін дізнається, що більшість братів шукали його в Тінях після зникнення.
Джерард супроводжує Корвіна до Гаю Єдинорога, де був убитий Каїн. Джерард бореться з Корвіном, а пізніше погрожує йому. Всі брати і сестри в цей час стежать за ними через козирі. Джерард заявляє: якщо Корвін виявиться винним у смерті Каїна та появи Чорної дороги, він його вб'є, а якщо Джерарда буде вбито, брати і сестри знатимуть, що це зробив Корвін. Корвін натомість зазначає, що якщо тепер хтось захоче позбутись його і звільнитися від підозр, йому лишиться лише вбити Джерарда. Два брати повертаються до тіла Каїна та бачать єдинорога.

### Повернення Бранда
Корвін влаштовує сімейну зустріч, дозволяючи Рендому повторно розповісти свою історію. Хоча вони ще не повністю впевнені в невинуватості Корвіна, всі погоджуються спробувати повернути того, хто зможе підтвердити історію — Бранда. Спільними зусиллями вони зв'язуються з Брандом через Козиря і витягують його до Амбера. Хоча Бранд був відносно неушкодженим у своїй камері, на його спині виявляється ножове поранення. Джерард відштовхує інших убік і надає Бранду першу допомогу, тоді як інші усвідомлюють наслідки поранення — один із них, мабуть, намагався щойно вбити свого брата.
Брати та сестри з обережністю обговорюють, хто може бути вбивцею. Фіона зазначає, що лише вона та Джуліан є найбільш ймовірними підозрюваними — і вона «не винна ні в чому, крім хитрощів». Вона також попереджає Корвіна, що Судний камінь — це більше, ніж просто пристрій контролю погоди; по правді кажучи, це артефакт великої сили, який висмоктує життєву силу свого носія — і цілком може бути, що саме він вбив Еріка. Фіона попереджає, що час починає сповільнятись для носія і коли люди навколо здаються схожими на статуї, носій знаходиться на межі смерті.

### Напад на Корвіна
Корвін прямує до своїх кімнат, обговорюючи питання з Рендомом, якому важко встигати за Корвіном. Він заходить у свою кімнату, і помічає фігуру, яка готова його заколоти. Однак напад для Корвіна здається надто повільним і він майже встигає заблокувати удар, перед тим як непритомніє.
Прокинувшись у своєму колишньому будинку на Землі, Корвін розуміє, що помирає. Він скидає подушку, але вона зависає у повітрі. Розуміючи, що коштовність вбиває його, він ховає її в компостній купі біля будинку і прямує до дороги, сподіваючись приїхати автостопом до лікарні, де зможе відновитись. Врешті-решт його підбирає Білл Рот, адвокат, який впізнає в ньому свого сусіда Корі. Це ім'я Корвін використовував у минулому під час життя на Землі. У лікарні він дізнається, що Білл провів власне розслідування після раптового зникнення Корвіна. Виявляється автомобільна аварія сталася під час втечі з психіатричної лікарні, куди його відправив Бранд. З ним через Козиря зв'язується Рендом, який повертає його назад до Амбера, кажучи, що Бранд прокинувся і хоче поговорити з ним наодинці.
Бранд поступово розповідає Корвіну про те, що він, Блейз і Фіона вирішили усунути Оберона і намагалися претендувати на трон, але були змушені протистояти тріумвірату Еріка, Джуліана і Каїна. Він каже, що після того, як заперечив проти плану Блейза і Фіони вступити в союз із силами Хаосу, його переслідували і він прибув на Землю, шукаючи Корвіна як союзника. Він поклав його до психлікарні намагаючись відновити його спогади за допомогою шокової терапії, але був схоплений і ув'язнений у вежі, де Рендом знайшов його. Під час розмови Бранд виявляє пірокінетичні здібності.

### Подорож до Тір-на-Ноґта
Виявилось, що Фіона і Джуліан покинули Амбер вночі і не відповідають на виклики через Козирі. Корвін прямує до Тір-на Ноґта, таємничого, освітленого місяцем міста, небесної версії Амбера, де він сподівається отримати уявлення про ситуацію. Його меч Ґрейсвандір має особливі властивості в цьому місті, оскільки був викуваний на сходах до Тір-на-Ноґта. Рендом і Ґанелон спостерігають за ним з гори Колвір. Піднявшись до Тір-на Ноґта, Корвін бачить у тронному залі Дару, яка виглядає як королева, і Бенедикта з металевою рукою обабіч неї. Ця версія Дари розповідає йому про своє походження: вона праправнучка Бенедикта та пекельної діви Лінтри, яку він колись кохав, а потім зарізав. Між Корвіном і Бенедиктом-привидом зав'язується бійка. Корвін відсікає йому руку і коли Рендом витягує його до себе через Козир металева рука все ще стискає йому плече.
Троє вирушають до Амбера, але не можуть знайти дорогу до нього. Перед ними з'являється єдиноріг, який показує їм шлях до Гаю Єдинорога, але більш розкішного ніж в Амбері. Пройшовши далі вони бачать Лабіринт, який також відрізняється від звичного їм. З потрясінням Корвін, Рендом та Ґанелон усвідомлюють, що це і є справжній, первинний Лабіринт, а їх Амбер був лише першою з Тіней.

## Переклади українською
- Желязни, Роджер (2016). Хроніки Амбера у 10 кн. Кн. 3: Знак Єдинорога. Переклад з англ.: Анатолій Пітик та Катерина Грицайчук. Тернопіль: НК-Богдан. 240 стор. ISBN 978-966-10-4649-7. (Серія «Горизонти фантастики»)[1]